# Kostel svatého Jiří (Kostoľany pod Tribečom)
Kostelík svatého Jiří (slovensky Kostolík svätého Juraja) je románská sakrální stavba v obci Kostoľany pod Tribečom v okrese Zlaté Moravce v Nitranském kraji. Kostelík je nejstarší dochovanou předrománskou architektonickou památkou na Slovensku.

## Významný objev
Obec Kostoľany pod Tribečom leží v úzké kotlině potoka Drevenica v masivu Tribečského pohoří. V roce 1960 skupina historiků umění, která zkoumala středověké nástěnné malby ve zdejším kostelíku, zjistila podle jejich částí, že kostelík, pokládaný dosud za pozdně barokní architekturu z 18. století, je mnohem starší. I následující výzkumy, konané v letech 1964–1965, tato zjištění potvrdily.

## Dějiny
Stavebně měl kostelík dvě vývojové fáze. Původní jádro, presbytář ve tvaru nepravidelného lichoběžníku o rozměrech asi 2,3 × 3.4 m, s valenou klenbou a k němu přiléhající loď (5,3 × 3,7 m) s rovným stropem, byly postaveny před polovinou 11. století. Toto datování potvrzují i archeologické nálezy; v hrobech řadového hřbitova obepínajícího stavbu kostela se našly jako nejstarší mince králů Šalomouna (1063–1074) a Ladislava I. (1077–1095).
Kostelík byl postaven z lomového kamene. Dalším faktorem určujícím vznik stavby byly fresky, kterými byl objekt vyzdoben. Podle zjištění odborníků z oblasti umění jejich vznik je třeba klást do období přelomu 11. a 12. století, z čehož vyplývá, že jde o nejstarší fresky na území Slovenska.
První zmínka o stavbě kostelíka je v zoborských listinách z roku 1113. Podle výzkumu názvu zdejší lokality uvedené v listině (Custolen) došli odborníci k závěru, že Kostoľany jako sídliště s kostelem existovaly již v 10. století.
Kostel byl v pozdějším období rozšířen směrem na západ přístavbou lodi nepravidelného obdélníkového půdorysu (o rozměrech asi 5,7 × 6,5 m), značně širší než loď původní stavby. V přístavbě s novým románským portálem na její jižní straně byla v západní části zděná panská empora na dvou pilířích, nad jejím středním polem stojí hranolová věž. Tato mladší část objektu, dle architektonického typu patřící románským emporovým kostelům (stavěným v 12. a v první polovině 13. století) souvisí s přechodem kostela do majetku Forgáčovců po tatarském vpádu (do té doby patřily Kostoľany zoborským benediktinům).
V dalších stoletích se již kostelík stavebně neměnil, až v polovině 17. století ho upravili po požáru v předchozím století (zůstal bez střechy a opuštěný). Dostal nové omítky a válcovou kazatelnu. Další úpravy jsou potvrzeny z roku 1721, kdy byl nahrazen původní trámový strop zděným; poslední v první čtvrtině 20. století a v roce 1963. V rámci nich instalovali do kostela zavěšený dřevěný strop. Kostelík si zachoval i po komplexních restaurátorských pracích svou archaičnost.

## Popis stavby
Kostelík je stavbou s nepravidelným půdorysem protáhlým ve směru západ-východ. Stavebně je složen ze čtyř částí rozdílného půdorysu; střechy každé z částí jsou sedlové. Nad centrální částí se vypíná čtyřhranná věž se zvonicí, zakončená jehlanovitou šindelovou střechou.

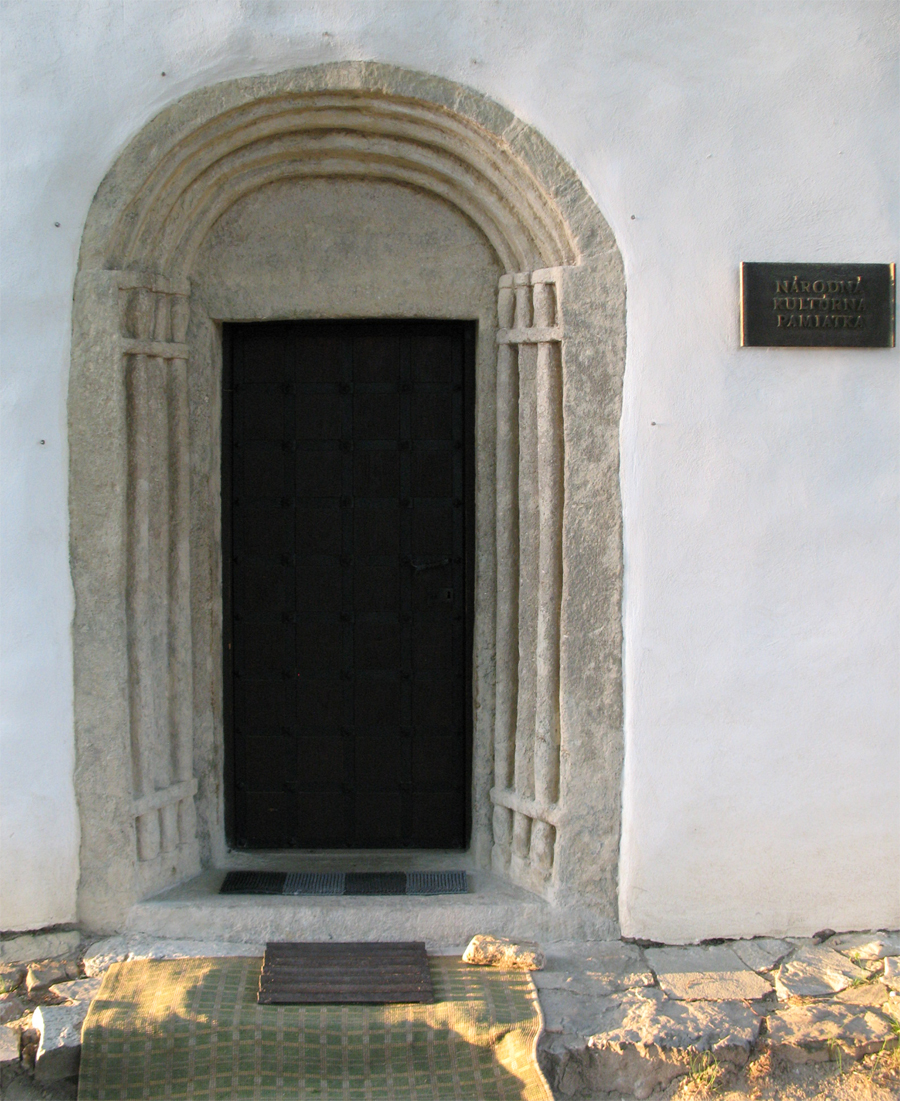
Románský portál na jižní straně

### Nástěnné malby

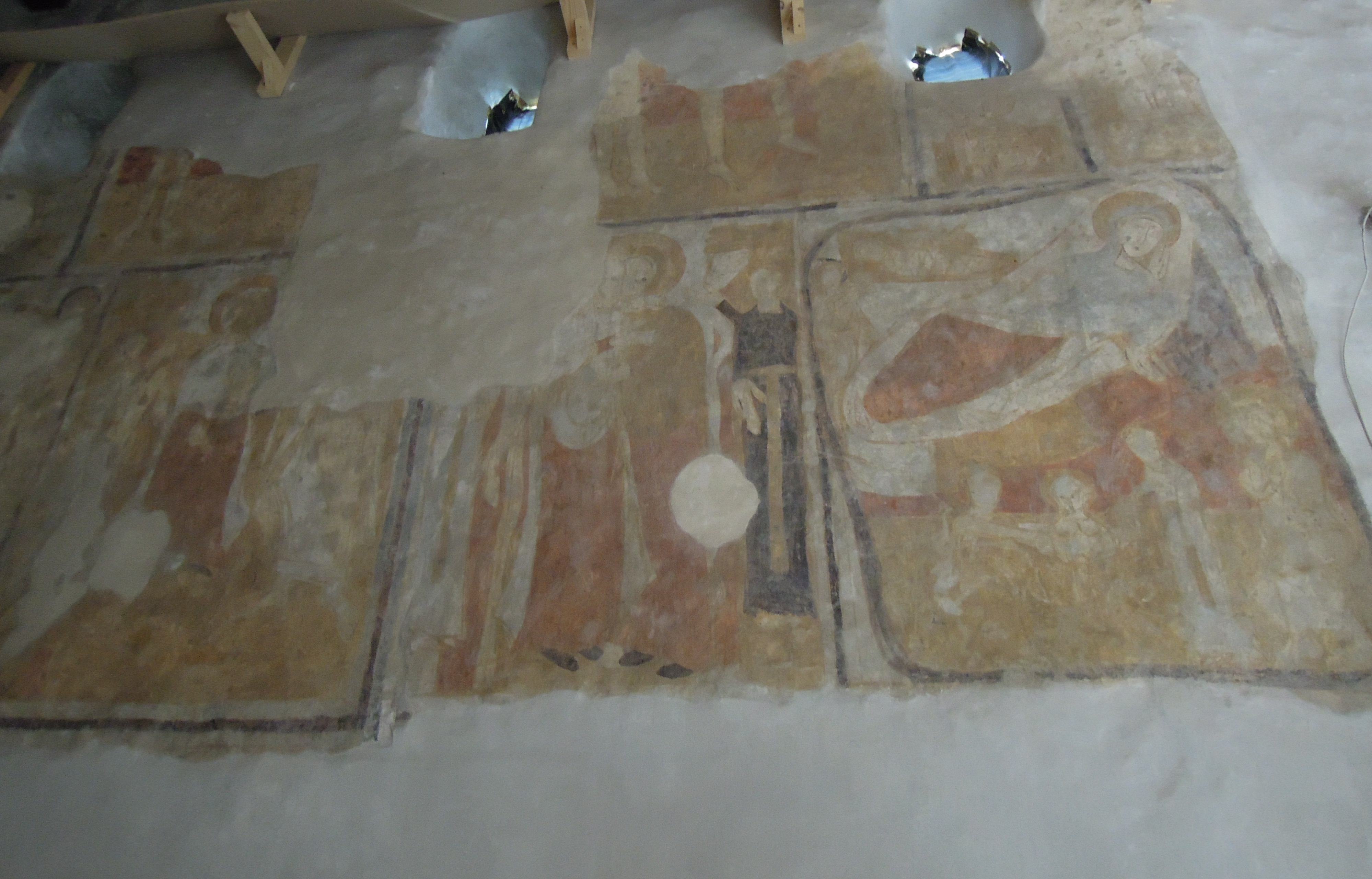
Fresky pocházejí z přelomu 11. a 12. století. Představují třetí vrstvu omítky, což naznačuje, že kostel je ještě o něco starší než fresky. Jedna z nejstarších dochovaných sakrálních památek na Slovensku. Byly nalezeny při rekonstrukci.

Neobyčejně cenné jsou fragmenty románských a gotických nástěnných maleb v interiéru nejstarší části kostelíka, odkryté a restaurované v roce 1965. Malířská výzdoba, vycházející z předrománského výtvarného slohu, původně pokrývala celou plochu stěn presbytáře a lodi. Její značná část se zachovala v lodi, kde je cyklus epických obrazů rozvržen do dvou horizontálních pásů.
Z fragmentů jsou ikonograficky zřejmé scény o Adamovi a Evě, Kainovi a Abelovi nebo scény Abrahamovy oběti, votivní scéna a obrazy christologického cyklu (Zvěstování, Navštívení, Narození, Sdělení a Klanění). V kruhových medailonech v dolní části stěn byla pravděpodobně poprsí proroků a apoštolů, v presbytáři ústřední obraz Maiestas Domini, ze kterého se však dochovaly jen zlomky. Fresky na stěnách kostelíka jsou nejstaršími památkami svého druhu na Slovensku.
Dalšími pozoruhodnými památkami v interiéru kostela jsou barokní oltář Panny Marie s Ježíškem (dílo Mistra dvou diákonů z druhé poloviny 15. století) a románská kamenná křtitelnice.
Kostelík sv. Jiří v Kostoľanech pod Tribečom je jedinečnou umělecko-historickou a stavební památkou na slovenském území. Přestože existují doklady starších architektur, ani jedna se nezachovala tak autenticky, jako právě tento kostel. Půdorysným typem se přibližuje k některým stavbám z velkomoravského období i k předrománským kostelům v západní Evropě. Pro svůj jedinečný vklad do historie Slovenska byl kostelík zařazen do seznamu národních kulturních památek. 25. června 2009 byla na kostelíku svatého Jiří slavnostně odhalena deska, kterou se tato architektonická památka stala trvalou součástí evropského kulturního dědictví.

## Galerie

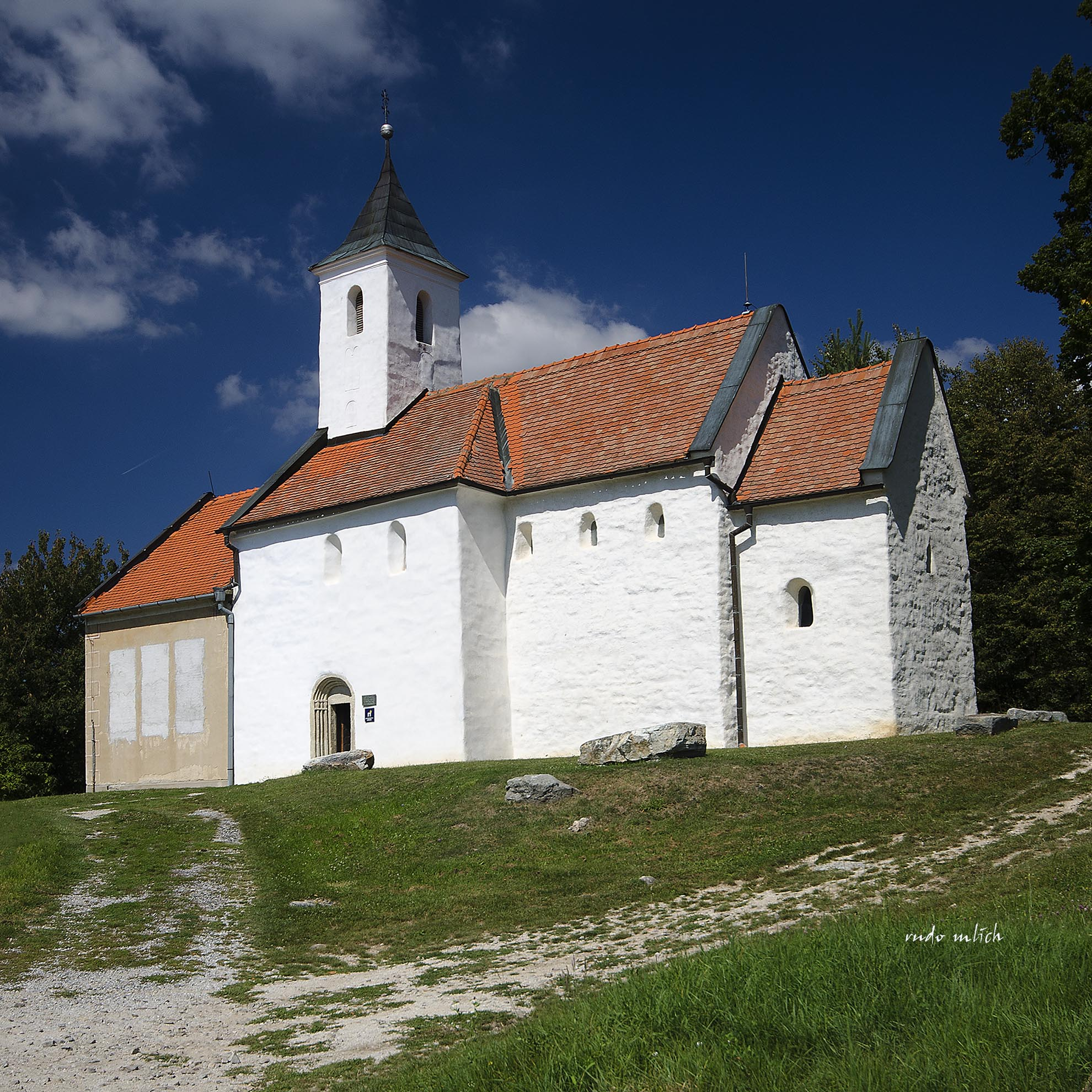
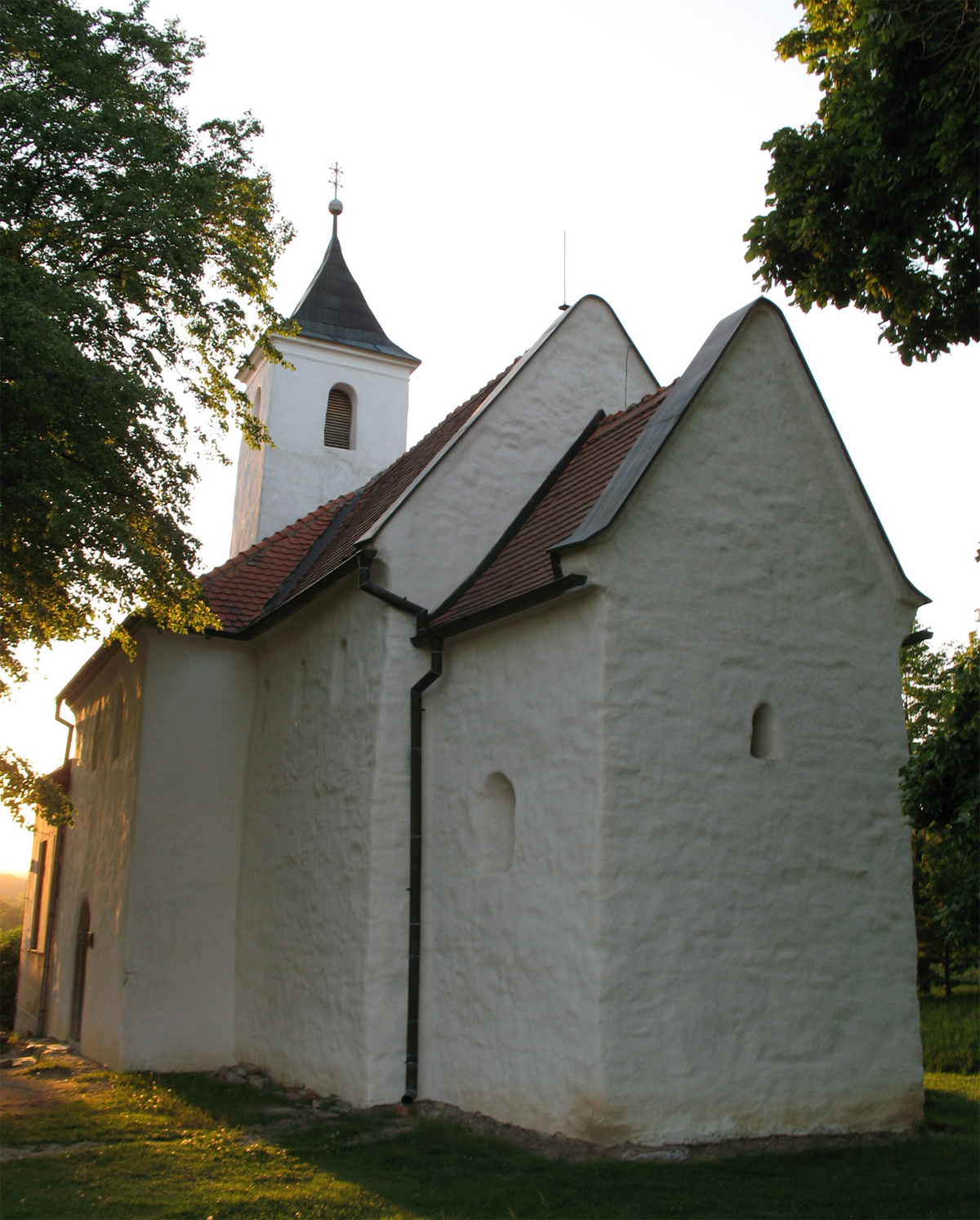
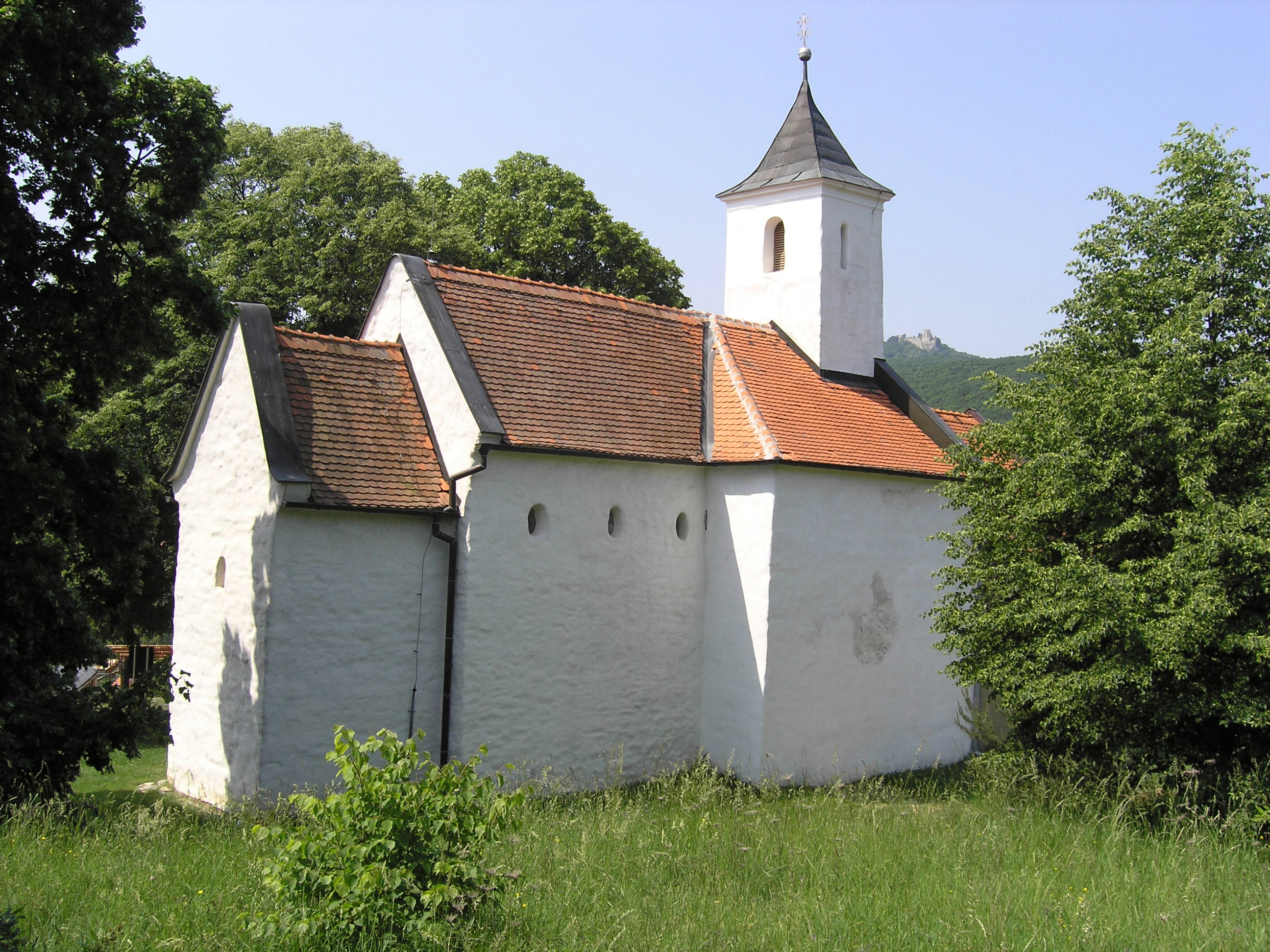
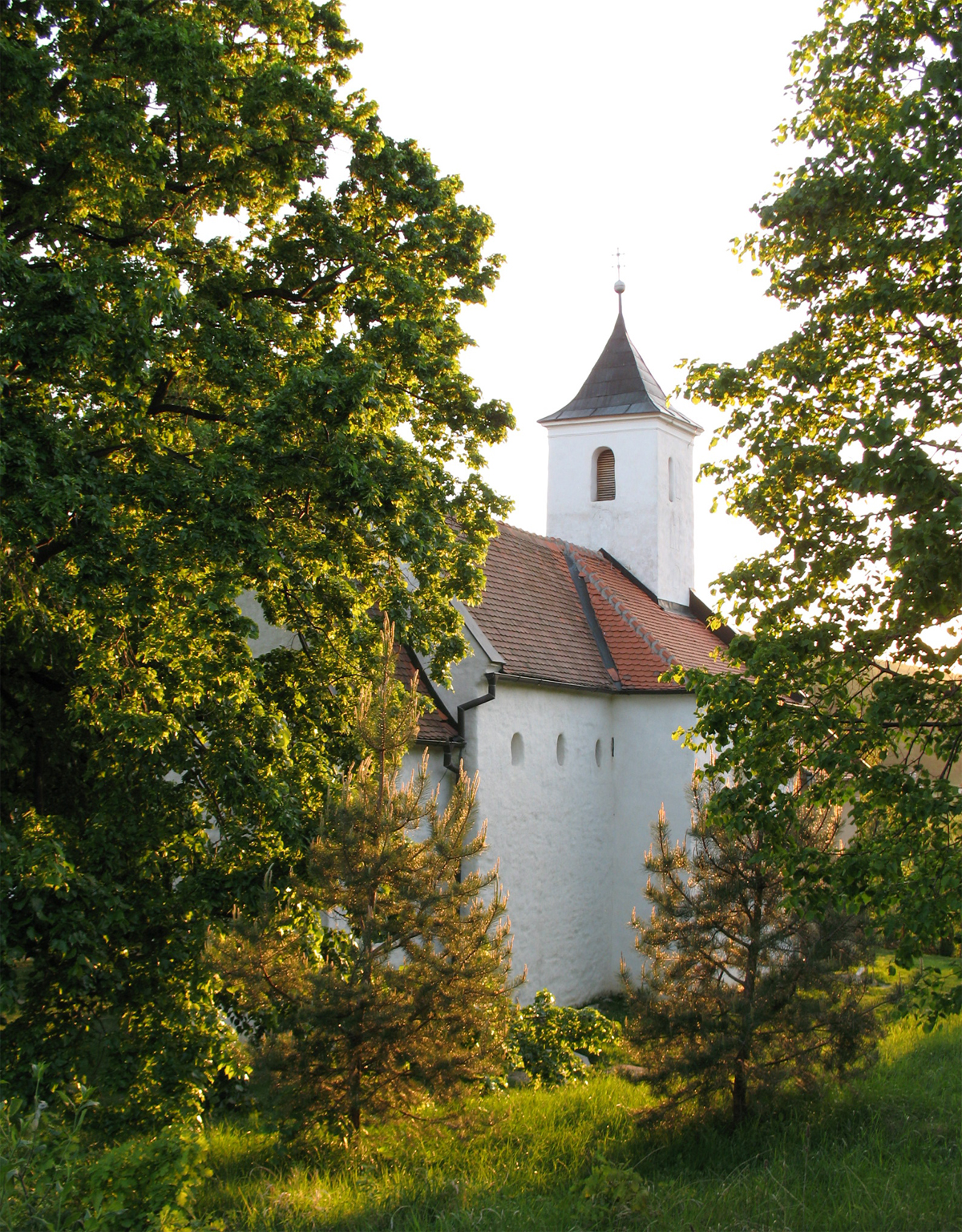
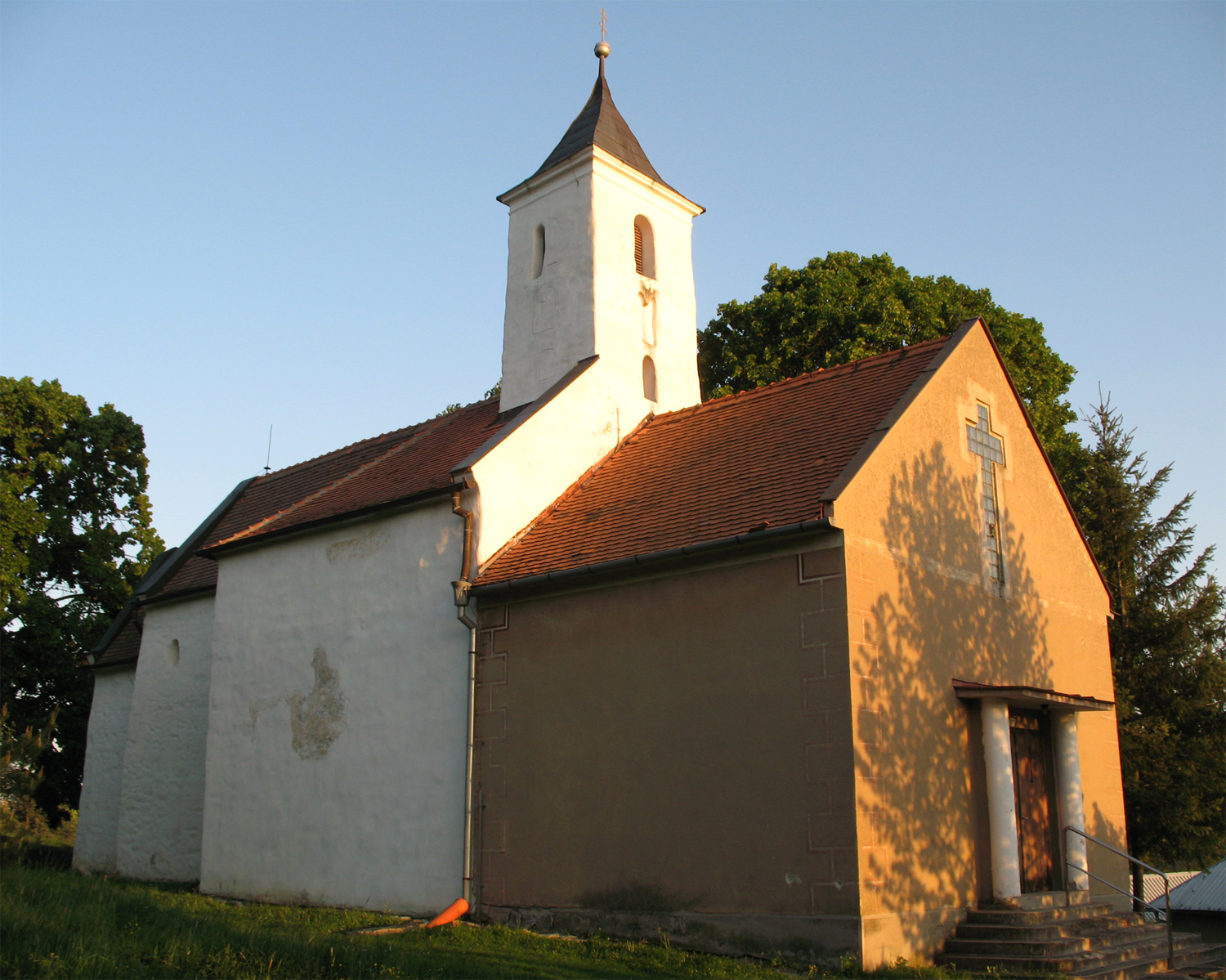
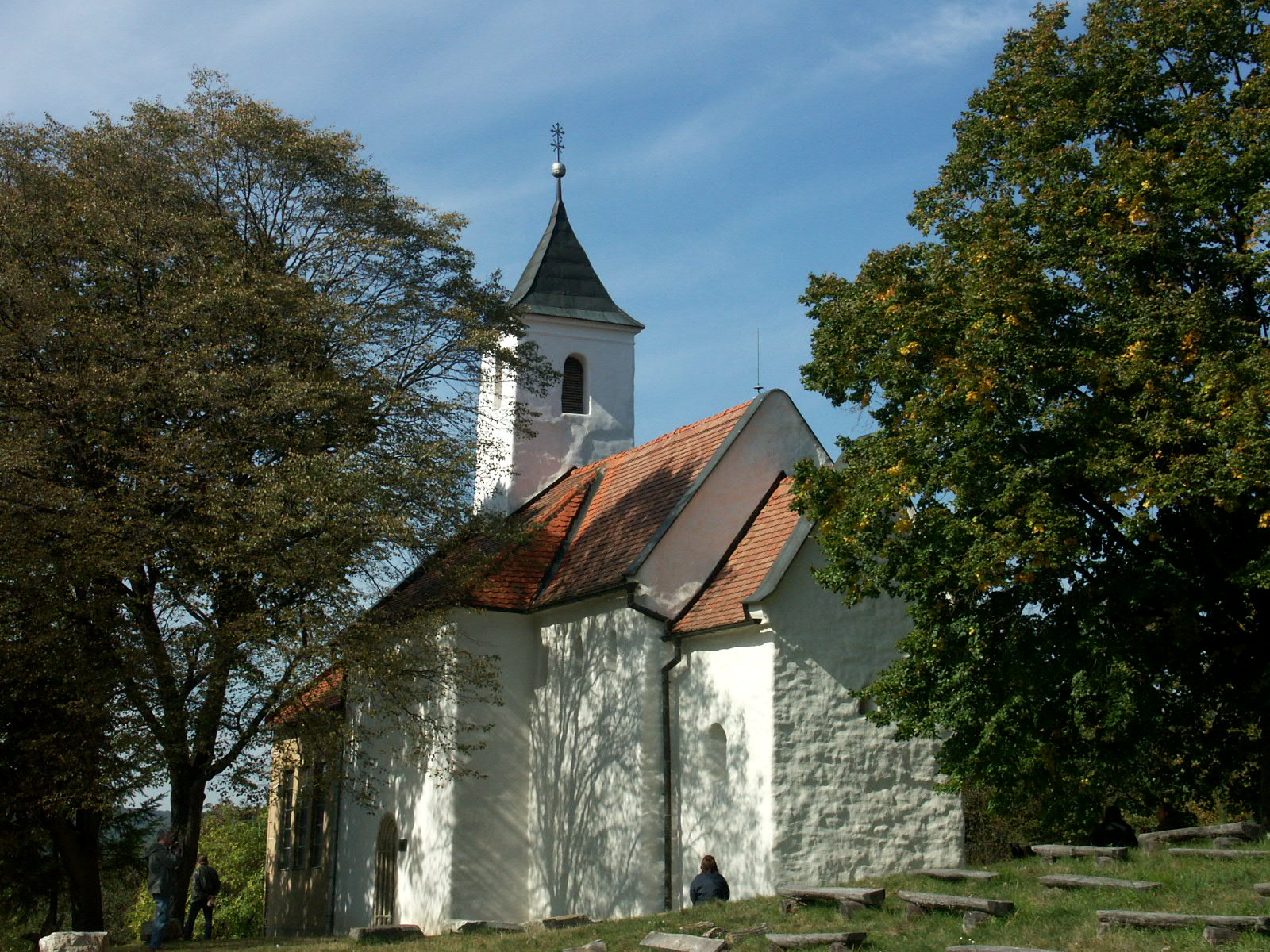
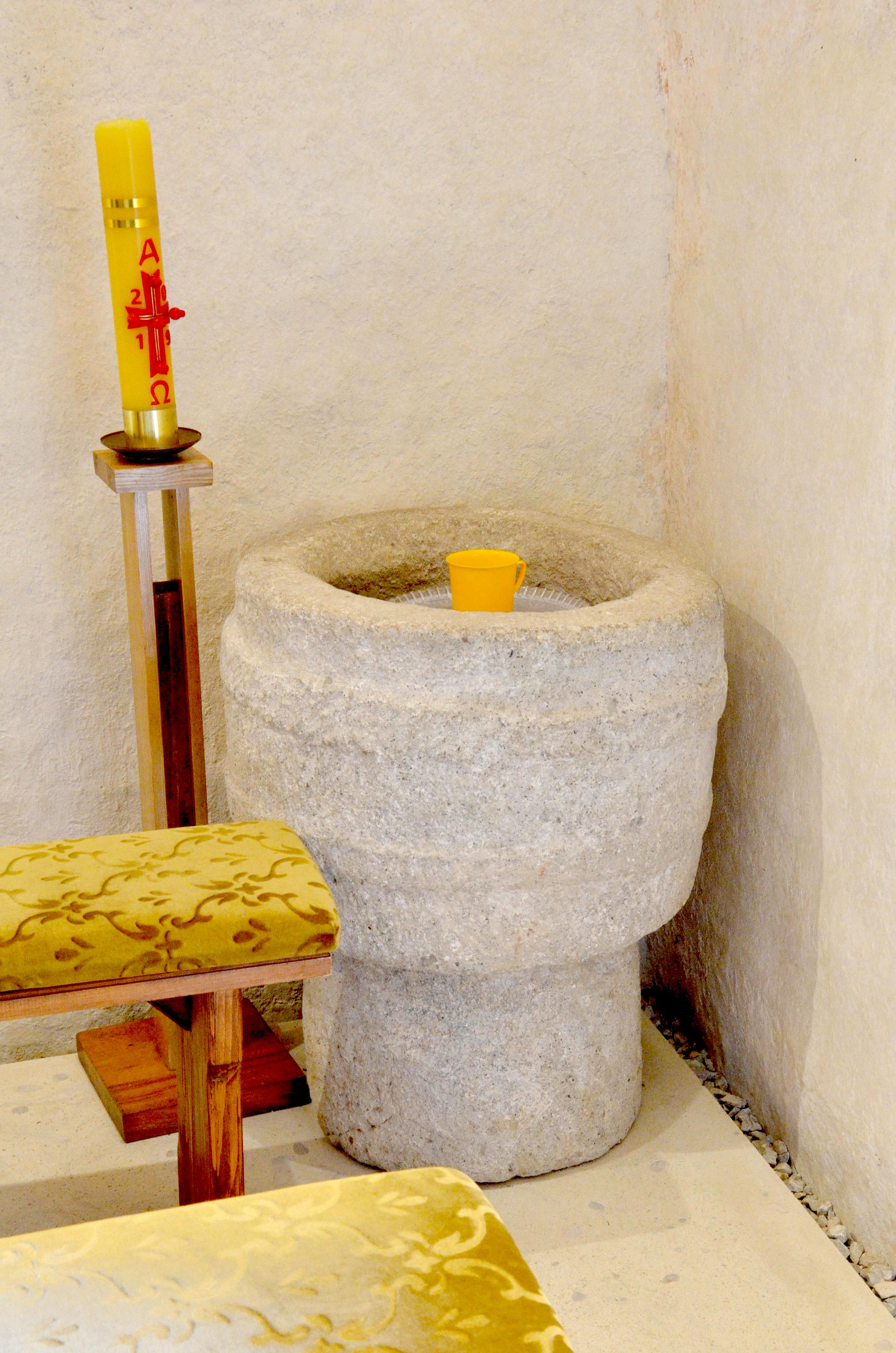
Románská křtitelnice
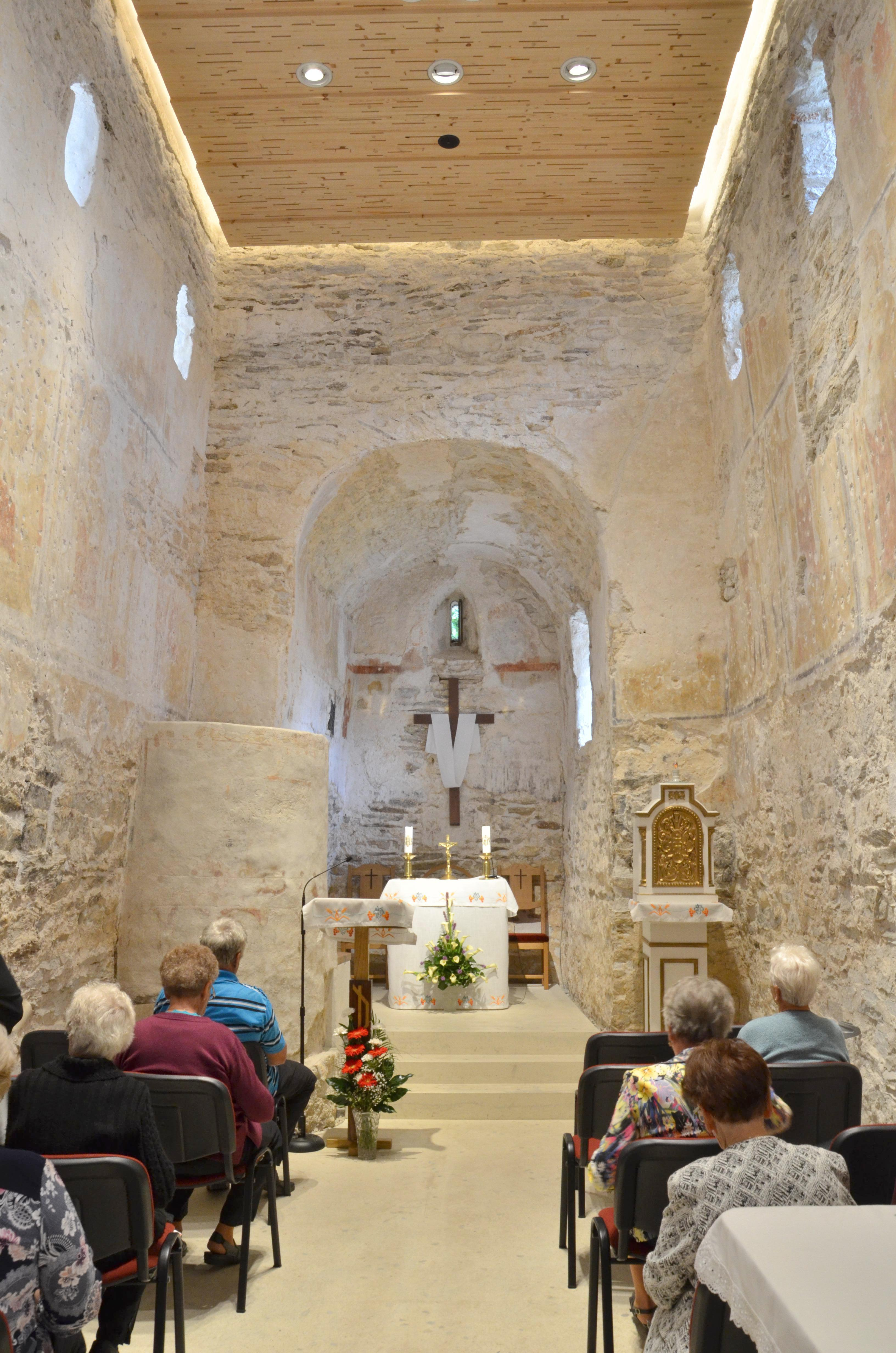
Presbytář
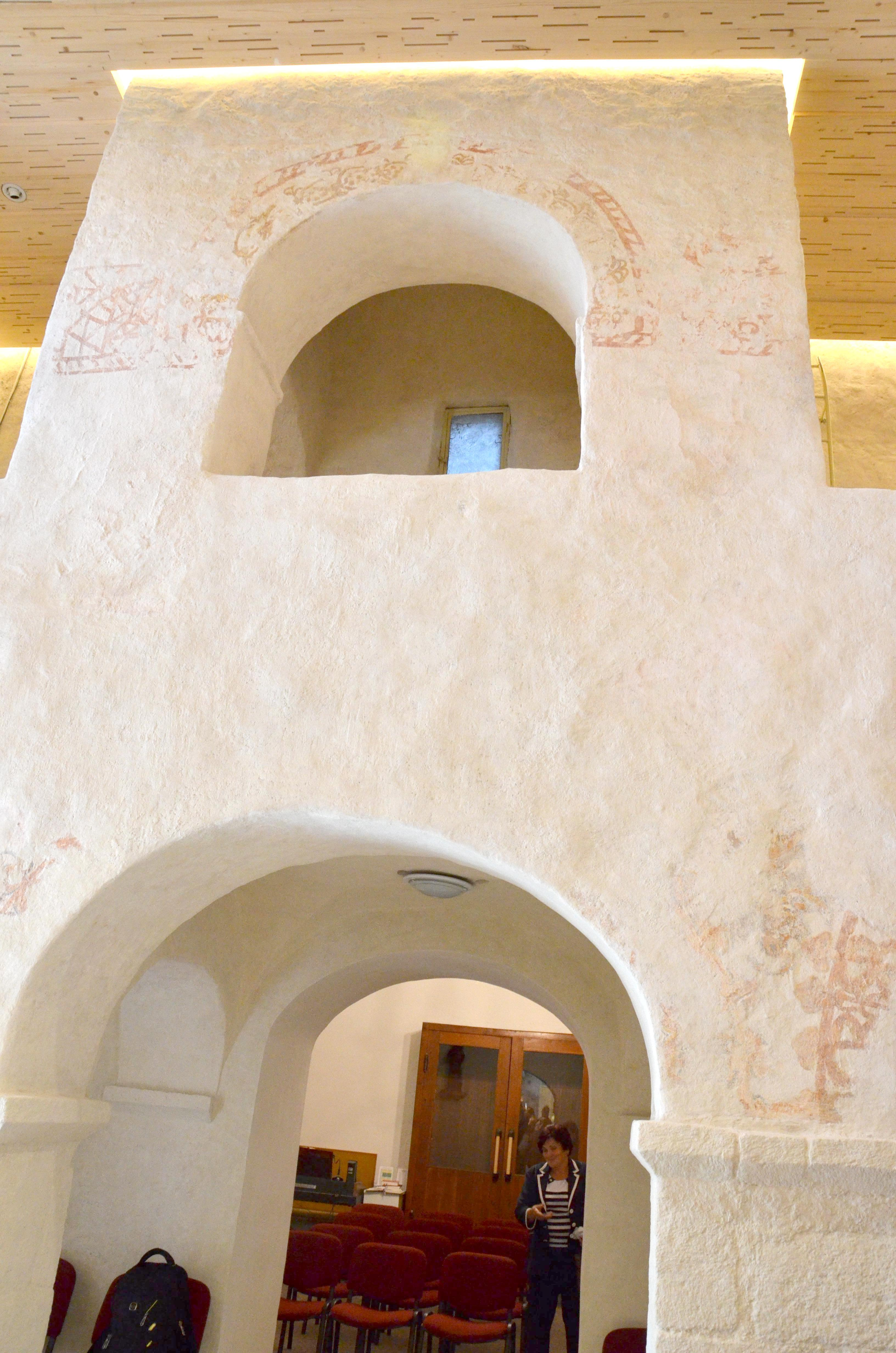
Panská empora
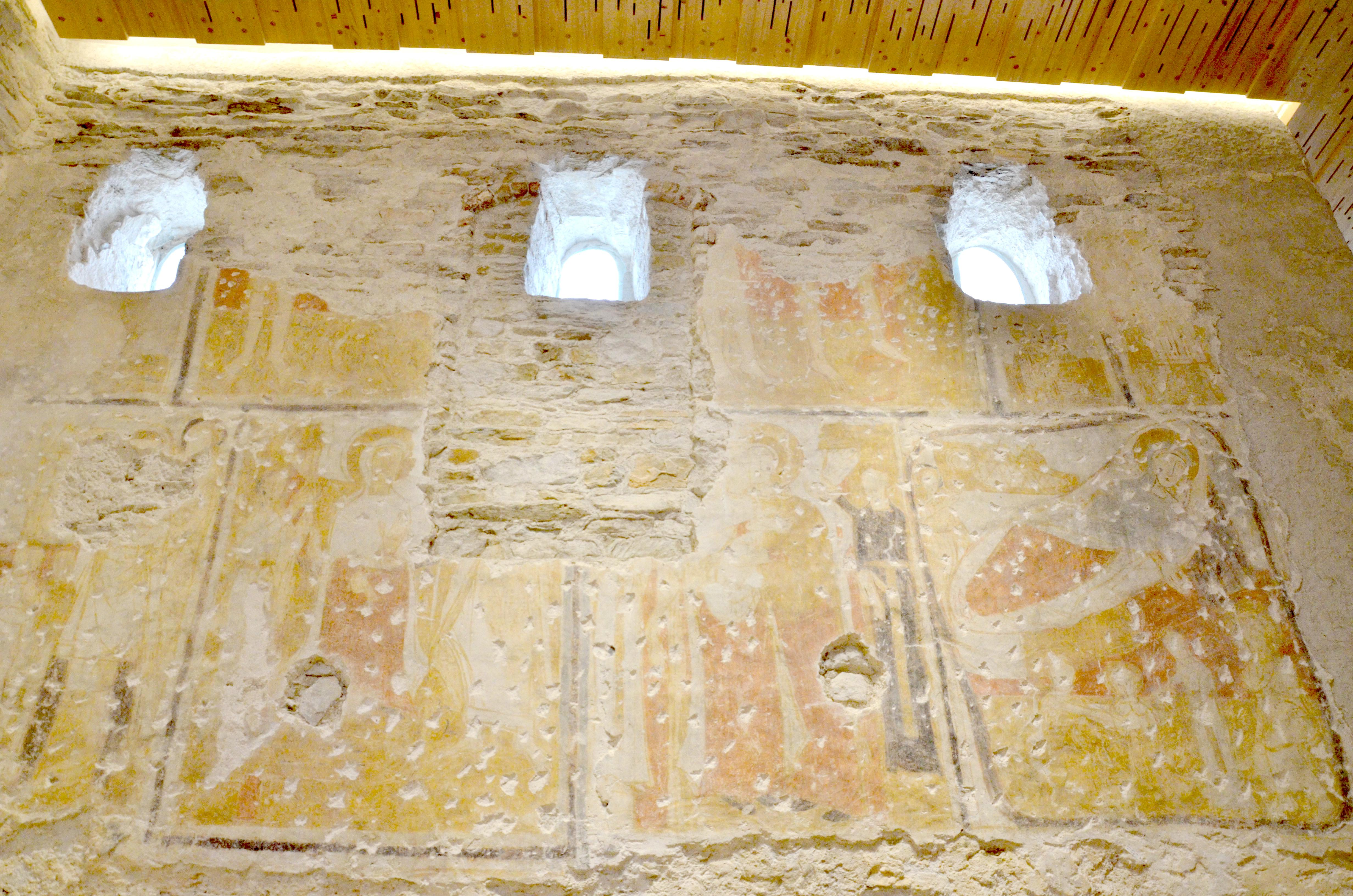
Fresky
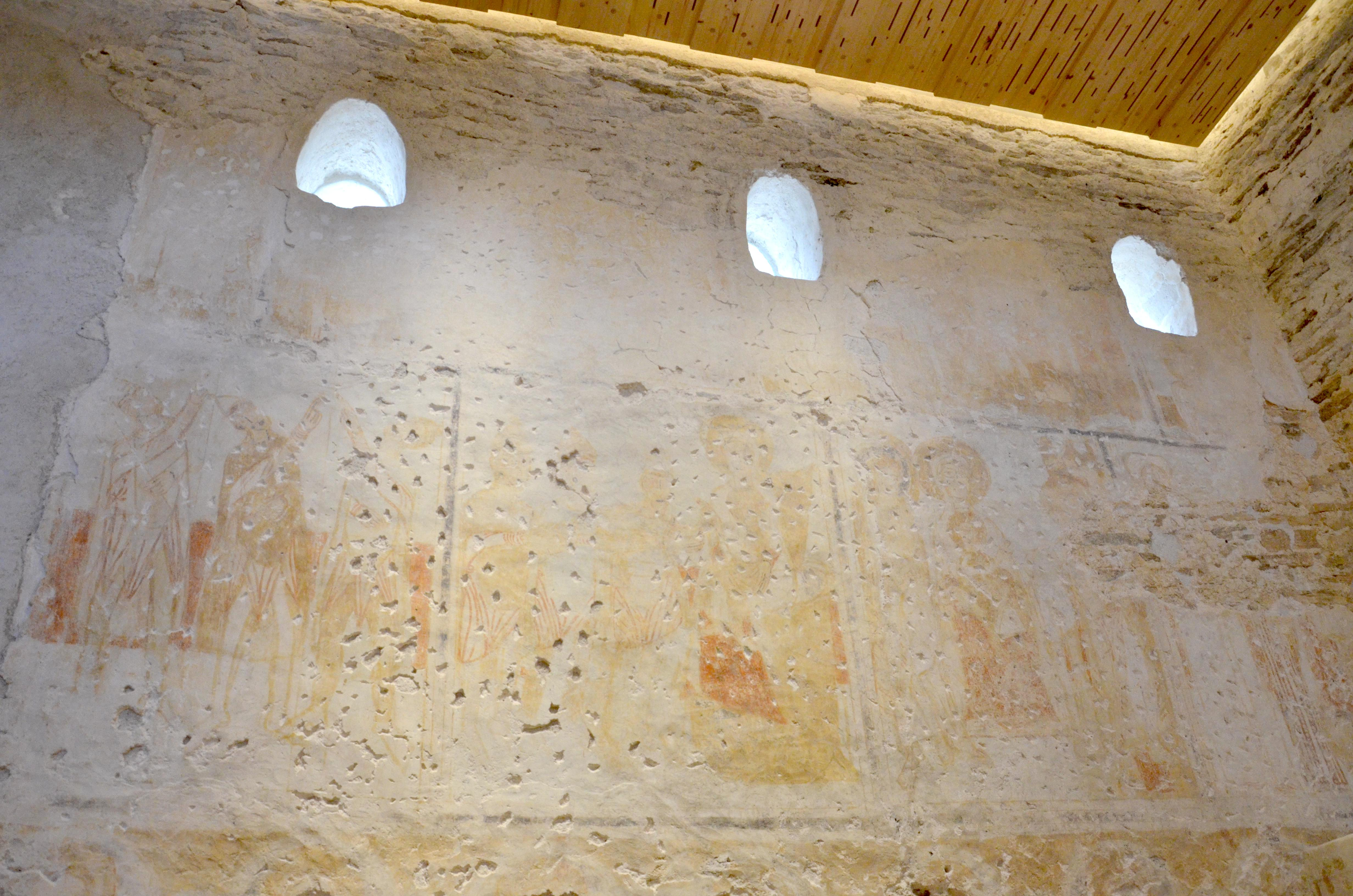
Fresky